# 沃什
沃什（法語：Veauche，法語發音：[voʃ]）是法国卢瓦尔省的一个市镇，位于该省中部偏东，属于蒙布里松区。

## 地理
沃什（45°33'43"N, 4°16'41"E）面积10.41 平方千米，位于法国奥弗涅-罗讷-阿尔卑斯大区卢瓦尔省，该省份为法国中南部省份，北起顺时针与索恩-卢瓦尔省、罗讷省、伊泽尔省、阿尔代什省、上盧瓦爾省、多姆山省和阿列省接壤。
与沃什接壤的市镇（或旧市镇、城区）包括：尚伯夫、昂德雷济约-布泰翁、里瓦、圣博内莱苏勒、沃谢特。

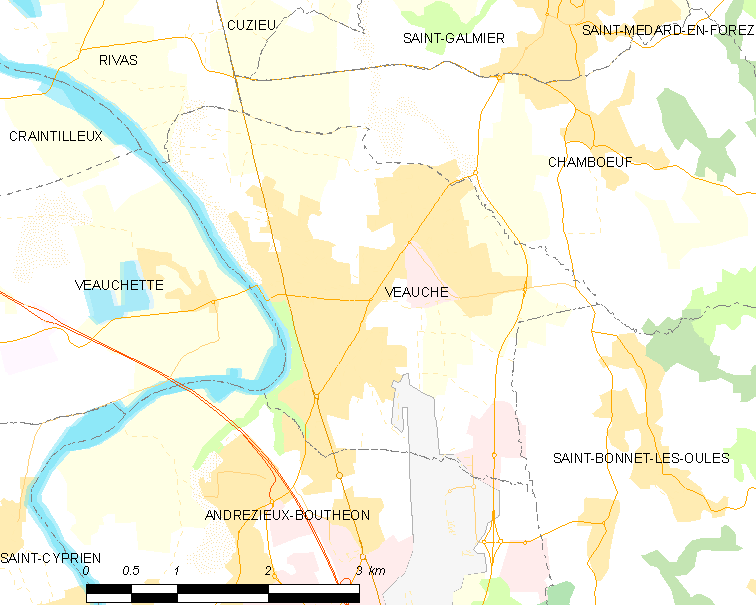
沃什的OSM定位图

沃什的时区为UTC+01:00、UTC+02:00（夏令时）。

## 行政
沃什的邮政编码为42340，INSEE市镇编码为42323。

## 政治
沃什所属的省级选区为昂德雷济约-布泰翁县。

## 人口

1962-2008年间沃什人口变化图示

沃什于2022年1月1日时的人口数量为8984人。